# تييري برينكمان
تييري برينكمان (بالهولندية: Thierry Brinkman)‏ هو لاعب هوكي الحقل هولندي، ولد في 19 مارس 1995 في هولندا في مملكة هولندا.

## روابط خارجية
- تييري برينكمان على موقع الاتحاد الدولي للهوكي (الإنجليزية)
- تييري برينكمان على موقع اللجنة الأولمبية الدولية (الإنجليزية)
- تييري برينكمان على موقع أوليمبيديا (الإنجليزية)
- تييري برينكمان على موقع تيم أن.أل (الهولندية)